# Allard P2
Der Allard P2 Monte Carlo Saloon ist eine zweitürige, viersitzige Sportlimousine, die die britische Allard Motor Company Ltd. von 1952 bis 1956 als Nachfolger des Modells P1 baute.

## Technik
Der P2 hatte den gleichen Antriebsstrang wie sein Vorgänger. Der seitengesteuerte V8-Motor stammte aus dem Ford Pilot, ebenso das Dreiganggetriebe. Der Motor hatte einen Hubraum von 3622 cm³ (Bohrung × Hub =  77,79 mm × 96,25 mm), war 6,1 : 1 verdichtet und leistete 85 bhp (62,5 kW) bei 3500/min. Auf Wunsch konnten auch andere Triebwerke eingebaut werden, z. B. V8-Motoren von Cadillac, Lincoln oder Chrysler. Auch ein Hydramatic-Automatikgetriebe war auf Wunsch lieferbar.
Die Vorderräder waren einzeln aufgehängt und hatten Schraubenfedern. Die angetriebenen Hinterräder hingen an einer De-Dion-Achse, im Unterschied zum Vorgänger mit hinterer Starrachse und Querblattfeder. Der Radstand betrug, wie beim Vorgänger, 2845 mm, die Spur vorne/hinten war um 13 mm auf 1486 mm gewachsen. Der Rahmen bestand aus Stahlrohren, die Karosserie aus Aluminium.

## Einzelfahrzeuge
In vier Jahren entstanden nur 11 Exemplare des P2. Nr. 1 wurde nach Malaysia verkauft, Nr. 2 in die USA. Nr. 3 blieb im Heimatland, Nr. 4 ging nach Schweden. Nr. 5 wurde nach Belgien ausgeliefert, Nr. 6 nach London. Nr. 7 ging nach Belfast, während Nr. 8 nach Neuguinea exportiert wurde. Nr. 9 blieb in London und Nr. 10 wurde nach Kanada verschifft. Nr. 11 blieb ebenfalls in London und wurde von Sydney Allard privat genutzt.
Heute (Stand 2011) sind noch insgesamt acht Exemplare erhalten.